# Marcus Ericsson
Marcus Ericsson (* 2. September 1990 in Kumla) ist ein schwedischer Automobilrennfahrer. 2009 gewann er den Meistertitel der japanischen Formel-3-Meisterschaft. Er fuhr von 2010 bis 2013 in der GP2-Serie. Seine beste Gesamtplatzierung war der sechste Platz 2013. Ericsson startete von 2014 bis 2018 in der Formel 1. Ab 2015 trat er für Sauber an. Seit 2019 startet er in der IndyCar Series. Dort gewann er 2022 das Indianapolis 500.

## Karriere

### Anfänge im Motorsport (1999–2009)

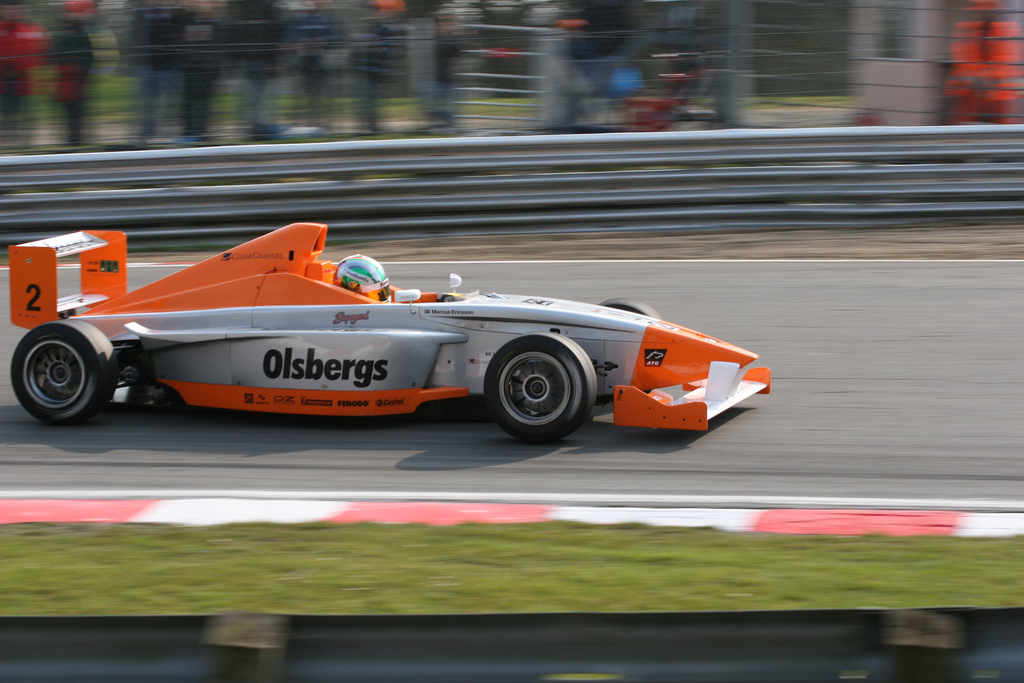
Ericsson 2007 in der britischen Formel BMW

Ericsson begann seine Motorsportkarriere 1999 im Kartsport, den er bis 2006 ausübte. In seinem letzten Jahr im Kartsport wurde der schwedische Rennfahrer Kenny Bräck auf Ericsson aufmerksam, der ihn von diesem Zeitpunkt an unterstützte. 2007 wechselte er in den Formelsport. Mit 16 Jahren holte er in seiner ersten Saison den Meistertitel der britischen Formel BMW. Dabei gewann er sieben von 18 Rennen. 2008 ging Ericsson in der britischen Formel-3-Meisterschaft an den Start. Er gewann zwar kein Rennen, stand dafür aber fünf Mal auf dem Podium und belegte am Saisonende den fünften Gesamtrang. 2009 wechselte Ericsson in die japanische Formel-3-Meisterschaft und gewann auf Anhieb den Meistertitel der Fahrer. Außerdem startete er bei vier Rennen der britischen Formel-3-Meisterschaft, von denen er zwei gewann.

### GP2-Serie (2009–2013)

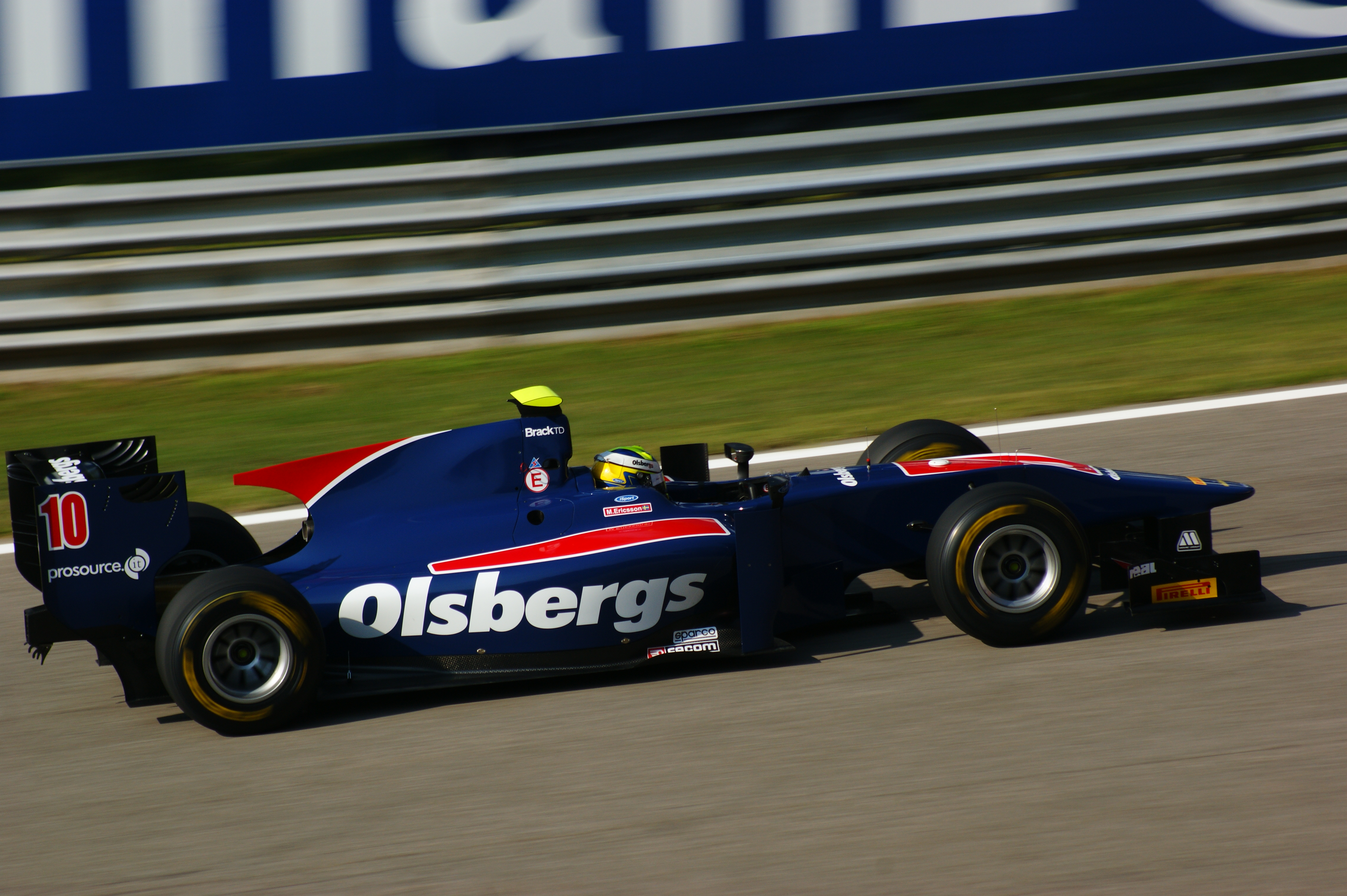
Ericsson beim GP2-Rennen in Monza 2011 für iSport

Nach dem Gewinn der Meisterschaft ging Ericsson für ART Grand Prix am ersten Rennwochenende der GP2-Asia-Serie-Saison 2009/2010 an den Start. Außerdem absolvierte er im Dezember 2009 Formel-1-Testfahrten für Brawn GP. Zum zweiten Rennwochenende der GP2-Asia-Serie wechselte er zu Super Nova Racing. Anschließend trat Ericsson nicht mehr an und belegte schließlich den 24. Gesamtrang. Für Super Nova Racing nahm Ericsson 2010 als Teamkollege von Josef Král an der europäischen Hauptserie der GP2 teil. Nachdem er am vierten Rennwochenende in Valencia zunächst beim Hauptrennen seine ersten Punkte in der GP2-Serie erzielt hatte, folgte einen Tag später im Sprintrennen sein erster Sieg in dieser Meisterschaft. Ericsson, der nur bei einem weiteren Rennen punktete, belegte am Saisonende den 17. Gesamtrang. 2011 ging er in der GP2-Asia- und in der GP2-Serie für iSport International an den Start. Die GP2-Asia-Serie schloss Ericsson mit einem dritten Platz als bestes Ergebnis auf dem sechsten Gesamtrang ab. In der GP2-Serie führte er das Hauptrennen auf dem Hungaroring ungefährdet an. Da sein Team ihn allerdings beim Boxenstopp zu früh losgelassen hatte und er beinahe mit einem Kontrahenten kollidiert wäre, belegte ihn die Rennleitung mit einer Durchfahrtsstrafe, wegen der er auf dem fünften Platz ins Ziel kam. Ericsson beendete die Saison mit zwei dritten Plätzen als beste Resultate auf dem zehnten Gesamtrang. Nach der Saison nahm er auch am GP2 Final 2011 teil. Dabei wurde er Zweiter hinter Fabio Leimer.

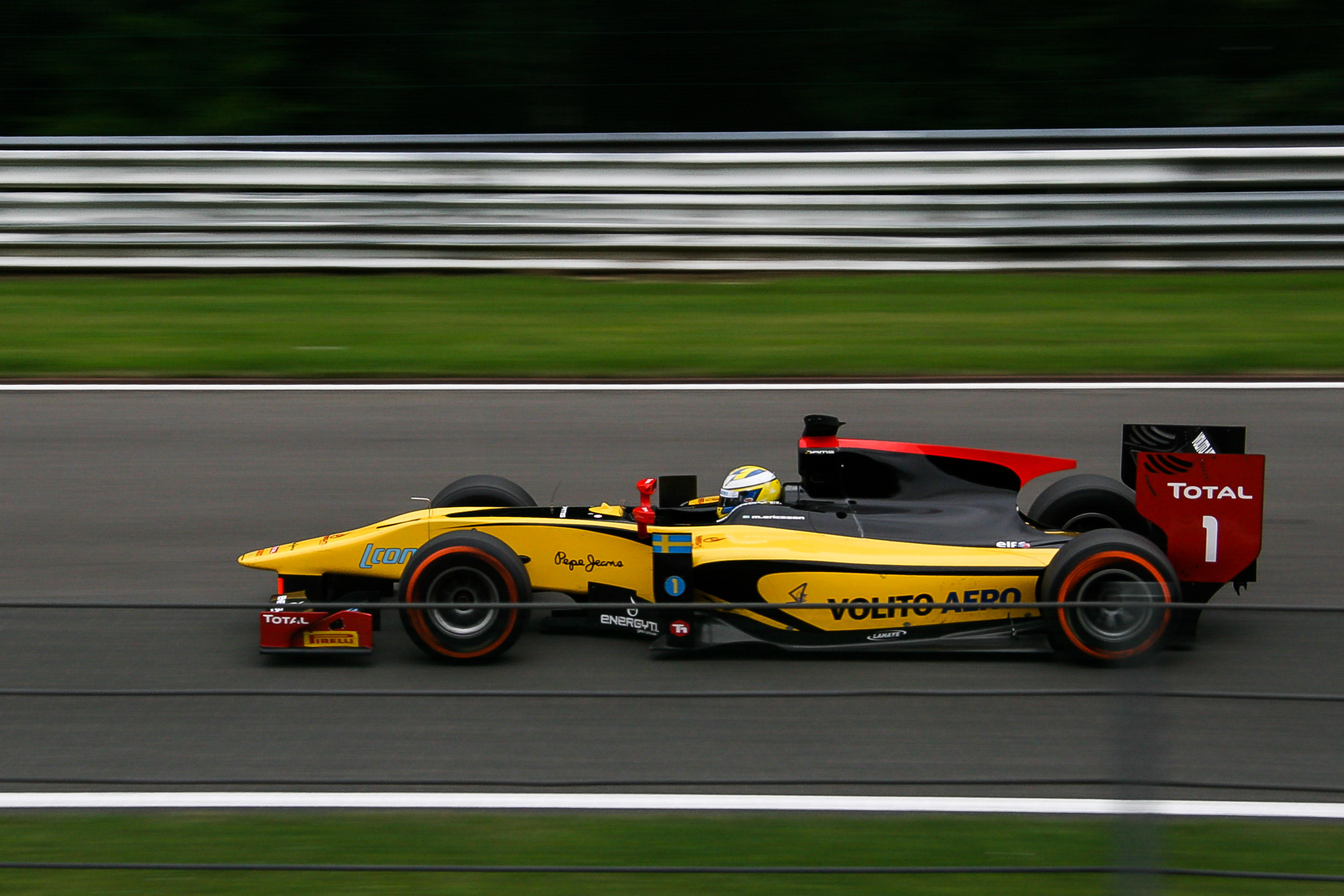
Marcus Ericsson beim Hauptrennen der GP2-Serie in Spa-Francorchamps 2013

Für die Saison 2012 stand Ericsson erneut bei iSport International unter Vertrag. Nachdem er in den ersten drei Saisonvierteln nur gelegentlich in die Punkte fuhr und zweimal Zweiter wurde, fuhr er im letzten Saisonviertel bei jedem Rennen in die Punkte, stand dreimal auf dem Podest und gewann das Hauptrennen in Spa-Francorchamps. In der Fahrerwertung wurde Ericsson mit 124 Punkten Achter. Damit setzte er sich intern gegen Jolyon Palmer, der 78 Punkte eingefahren hatte, durch. 2013 wechselte Ericsson zu DAMS, dem Meisterteam der Vorsaison. Nachdem er bei den ersten neun Rennen zwar zweimal die Pole-Position erzielt hatte, aber in den Rennen ohne Punkte geblieben und nicht in die Top-10 gekommen war, erzielte er beim zehnten Rennen seinen ersten Punkt. Ein Rennen später auf dem Nürburgring folgte sein erster Saisonsieg im Hauptrennen. Bei den nächsten zwei Veranstaltungen auf dem Hungaroring und in Spa-Francorchamps wurde er Zweiter im Hauptrennen. Insgesamt stand Ericsson in der Saison fünf Mal auf dem Podest. Mit 121 zu 103 Punkten entschied er das teaminterne Duell gegen Stéphane Richelmi für sich und schloss die Saison auf dem sechsten Gesamtrang ab.

### Formel 1 (2014–2018)
2014 erhielt Ericsson bei Caterham ein Formel-1-Cockpit und wählte die #9 als seine Formel-1-Startnummer. Beim Großen Preis von Monaco erzielte er mit dem elften Platz sein bis dahin bestes Ergebnis. Zum Großen Preis der USA trat Caterham aufgrund finanzieller Probleme nicht an. Ericsson löste seinen Vertrag mit Caterham anschließend auf. Er beendete die Saison auf dem 19. Gesamtrang. 2015 wechselte Ericsson innerhalb der Formel 1 zu Sauber. Bereits beim Saisonauftakt in Australien erzielte er als Achter seine ersten Punkte in der Formel-1-Weltmeisterschaft. Es war sein bestes Saisonergebnis. Intern unterlag er Felipe Nasr mit 9 zu 27 Punkten und wurde 18. in der Fahrerwertung.

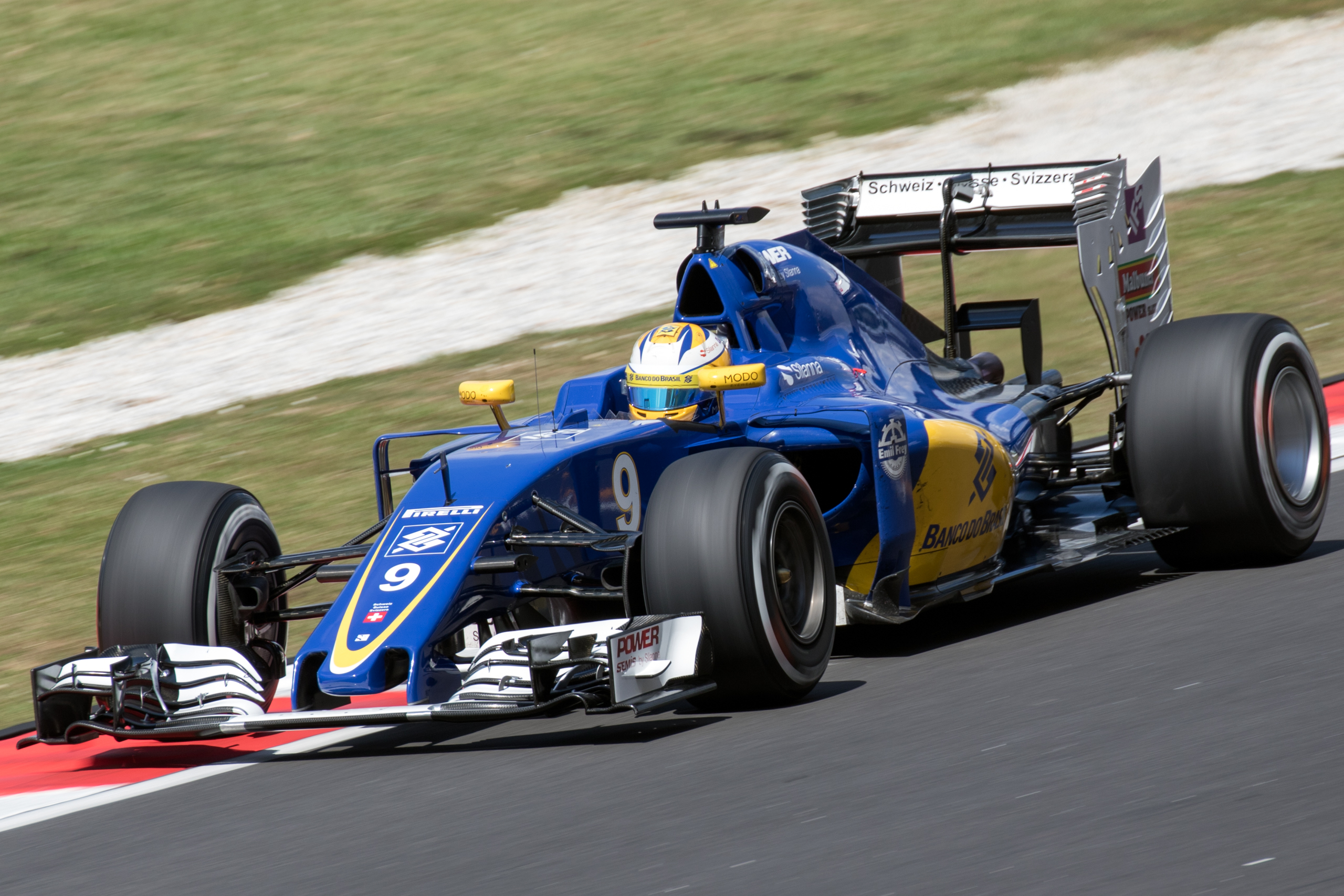
Ericsson im Sauber 2016

Ericsson und Nasr blieben 2016 bei Sauber. Im Juli 2016 wurde bekannt, dass das Sauber-Team durch die Schweizer Investmentgesellschaft Longbow Finance SA übernommen wird, deren Präsident und Geschäftsführer der Tetra Laval Group nahesteht. Diese unterstützt seit Jahren die Karriere von Ericsson finanziell, ohne dabei öffentlich in Erscheinung zu treten. Zwar setzte sich Ericsson nach Platzierungen mit 12 zu 8 gegen Nasr durch, im Gegensatz zu Nasr, der zwei Punkte erzielte, blieb er jedoch punktelos. Am Saisonende lag er auf dem 22. Gesamtrang. In der Formel-1-Weltmeisterschaft 2017 fuhr Ericsson erneut für Sauber. Sein Teamkollege war Pascal Wehrlein. Am Saisonende belegte er den 20. Platz im Gesamtklassement. 2018 trat Ericsson wieder für Sauber an. In den ersten Minuten des zweiten freien Trainings zum Großen Preis von Italien in Monza hatte Marcus Ericsson vor der Variante Rettifilo (Kurve 1/2) einen schweren Unfall. Am Ende der DRS-Zone der Start-Ziel-Gerade schloss, wie sonst üblich, das DRS beim Anbremsen nicht an seinem Sauber. Dadurch verlor Ericsson die Kontrolle und schlug links hart in die Leitplanke ein. Daraufhin überschlug sich das Auto mehrere Male. Ericsson erlitte keine Verletzungen. Am Saisonende war er 17. in der Fahrerwertung.

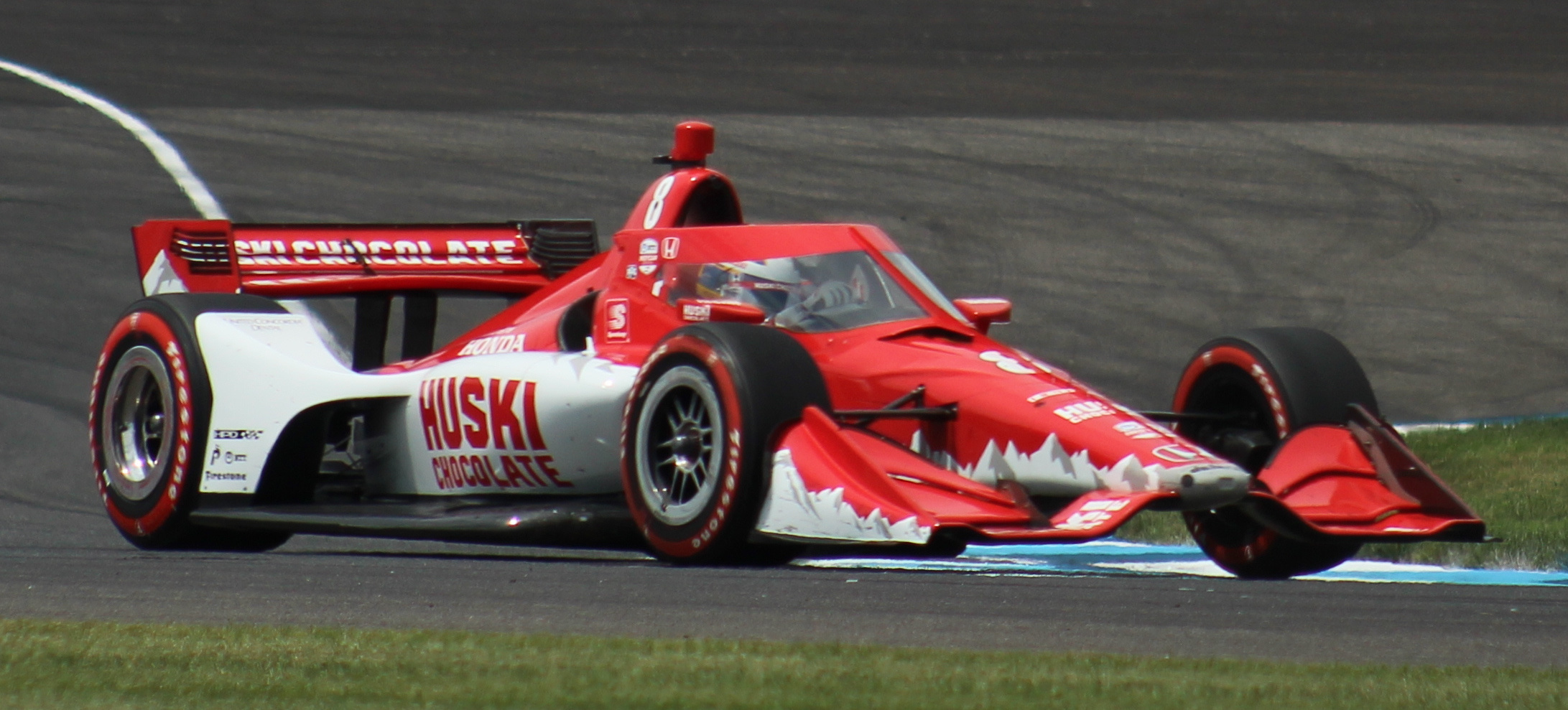
Ericsson im zweiten Indianapolis GP 2021

### IndyCar-Serie (seit 2019)
Seit 2019 fährt Ericsson in der IndyCar Series. Er ersetzte das Cockpit des verunglückten Fahrers Robert Wickens bei Schmidt Peterson Motorsports. Außerdem ist er Ersatzfahrer beim Sauber F1 Team in der Formel 1. Für die Saison 2020 wechselte er zu Chip Ganassi Racing, einem der erfolgreichsten Teams der Serie. Dreimal beendete er ein Rennen unter den ersten fünf. Damit wurde er Zwölfter in der Fahrerwertung. In der Saison 2021 gewann er erstmals ein IndyCar-Rennen. Ericsson lag an zweiter Position als das Rennen in Detroit sieben Runden vor Ende unterbrochen wurde. Weil der Wagen des Führenden Will Power zum Neustart nicht ansprang, erbte Ericsson die Führung und behielt sie bis ins Ziel. Auf dem neuen Stadtkurs in Nashville gewann er ein zweites Mal. Zu Beginn des Rennens war er bei einem Neustart auf Sébastien Bourdais aufgefahren und abgehoben. Durch den frühen folgenden Reparaturstopp gewann er in späteren Pace-Car-Phasen Plätze, als die vor ihm Liegenden ihre Boxenstopps absolvierten. In den letzten Runden verteidigte er die Führung gegen Colton Herta, dem dominierenden Fahrer des Wochenendes. Bis zum vorletzten Rennen hatte er noch eine rechnerische Chance, Meister zu werden. Nach einem Ausfall im Saisonfinale, sein einziger des Jahres, beendete er die Saison auf Platz sechs der Meisterschaft. 2022 gewann er das Indianapolis 500.

## Statistiken

### Karrierestationen
- 2005–2012: Kartsport
- 1999–2006: Kartsport
- 2007: Britische Formel BMW (Meister)
- 2008: Britische Formel 3 (Platz 5)
- 2009: Japanische Formel 3 (Meister)
- 2009: Britische Formel 3 (Platz 11)
- 2009: Formel 1 (Testfahrer)
- 2010: GP2-Asia-Serie (Platz 24)
- 2010: GP2-Serie (Platz 17)
- 2011: GP2-Asia-Serie (Platz 6)
- 2011: GP2-Serie (Platz 10)
- 2012: GP2-Serie (Platz 8)
- 2013: GP2-Serie (Platz 6)
- 2014: Formel 1 (Platz 19)
- 2015: Formel 1 (Platz 18)
- 2016: Formel 1 (Platz 22)
- 2017: Formel 1 (Platz 20)
- 2018: Formel 1 (Platz 17)
- 2019: IndyCar Series (Platz 17)
- 2020: IndyCar Series (Platz 12)
- 2021: IndyCar Series (Platz 6)
- 2022: IndyCar Series (Platz 6)
- 2023: IndyCar Series (Platz 6)
- 2024: IndyCar Series (Platz 15)

### Einzelergebnisse in der GP2-Serie
| Jahr | Team                 | 1   | 2   | 3   | 4   | 5   | 6   | 7   | 8   | 9   | 10  | 11  | 12  | 13  | 14  | 15  | 16  | 17  | 18  | 19  | 20  | 21  | 22  | 23  | 24  | Punkte | Rang |
| ---- | -------------------- | --- | --- | --- | --- | --- | --- | --- | --- | --- | --- | --- | --- | --- | --- | --- | --- | --- | --- | --- | --- | --- | --- | --- | --- | ------ | ---- |
| 2010 | Super Nova Racing    | ESP | ESP | MON | MON | TUR | TUR | ESP | ESP | GBR | GBR | GER | GER | HUN | HUN | BEL | BEL | ITA | ITA | UAE | UAE |     |     |     |     | 11     | 17.  |
| 2010 | Super Nova Racing    | 11  | DNF | 12  | 9   | DNF | DNF | 7   | 1   | 12  | 18  | 6   | DNF | 12  | 10  | 13  | 7   | DNF | 11  | 11  | DNF |     |     |     |     | 11     | 17.  |
| 2011 | iSport International | TUR | TUR | ESP | ESP | MON | MON | ESP | ESP | GBR | GBR | GER | GER | HUN | HUN | BEL | BEL | ITA | ITA |     |     |     |     |     |     | 25     | 10.  |
| 2011 | iSport International | 9   | 8   | 5   | 3   | DNF | DNF | DNF | 11  | 3   | 4   | 5   | 16* | 5   | 16  | DNF | 12  | 14  | 8   |     |     |     |     |     |     | 25     | 10.  |
| 2012 | iSport International | MAS | MAS | BRN | BRN | BRN | BRN | ESP | ESP | MON | MON | ESP | ESP | GBR | GBR | GER | GER | HUN | HUN | BEL | BEL | ITA | ITA | SIN | SIN | 124    | 8.   |
| 2012 | iSport International | 13  | DNF | 13  | 16  | 7   | 7   | 13  | 22  | 2   | 4   | 2   | DNF | 21  | 7   | 11  | 15  | 18  | DNF | 1   | 4   | 3   | 7   | 7   | 2   | 124    | 8.   |
| 2013 | DAMS                 | MAS | MAS | BRN | BRN | ESP | ESP | MON | MON | GBR | GBR | GER | GER | HUN | HUN | BEL | BEL | ITA | ITA | SIN | SIN | UAE | UAE |     |     | 121    | 6.   |
| 2013 | DAMS                 | DNF | 13  | 13  | DNF | DNF | 20  | DNF | 18  | 11  | 8   | 1   | 13  | 2   | 4   | 2   | 15  | DNF | 23  | 7   | 2   | 3   | 6   |     |     | 121    | 6.   |

### Statistik in der Formel-1-Weltmeisterschaft
Diese Statistik umfasst alle Teilnahmen des Fahrers an der Formel-1-Weltmeisterschaft.

#### Gesamtübersicht
| Saison | Team                      | Chassis       | Motor                | Rennen | Siege | Zweiter | Dritter | Poles | schn. Rennrunden | Punkte | WM-Pos. |
| ------ | ------------------------- | ------------- | -------------------- | ------ | ----- | ------- | ------- | ----- | ---------------- | ------ | ------- |
| 2014   | Caterham F1 Team          | Caterham CT05 | Renault 1.6 V6 Turbo | 16     | −     | −       | −       | −     | −                | 0      | 19.     |
| 2015   | Sauber F1 Team            | Sauber C34    | Ferrari 1.6 V6 Turbo | 19     | −     | −       | −       | −     | −                | 9      | 18.     |
| 2016   | Sauber F1 Team            | Sauber C35    | Ferrari 1.6 V6 Turbo | 21     | −     | −       | −       | −     | −                | 0      | 22.     |
| 2017   | Sauber F1 Team            | Sauber C36    | Ferrari 1.6 V6 Turbo | 20     | −     | −       | −       | −     | −                | 0      | 20.     |
| 2018   | Alfa Romeo Sauber F1 Team | Sauber C37    | Ferrari 1.6 V6 Turbo | 21     | −     | −       | −       | −     | −                | 9      | 17.     |
| Gesamt | Gesamt                    | Gesamt        | Gesamt               | 97     | −     | −       | −       | −     | −                | 18     |         |

#### Einzelergebnisse
| Saison | 1   | 2   | 3  | 4  | 5   | 6   | 7  | 8   | 9   | 10  | 11 | 12  | 13  | 14  | 15  | 16 | 17  | 18 | 19  | 20  | 21 |
| ------ | --- | --- | -- | -- | --- | --- | -- | --- | --- | --- | -- | --- | --- | --- | --- | -- | --- | -- | --- | --- | -- |
| 2014   |     |     |    |    |     |     |    |     |     |     |    |     |     |     |     |    |     |    |     |     |    |
| DNF    | 14  | DNF | 20 | 20 | 11  | DNF | 18 | DNF | 18  | DNF | 17 | 19  | 15  | 17  | 19  |    |     |    |     |     |    |
| 2015   |     |     |    |    |     |     |    |     |     |     |    |     |     |     |     |    |     |    |     |     |    |
| 8      | DNF | 10  | 14 | 14 | 13  | 14  | 13 | 11  | 10  | 10  | 9  | 11  | 14  | DNF | DNF | 12 | 16  | 14 |     |     |    |
| 2016   |     |     |    |    |     |     |    |     |     |     |    |     |     |     |     |    |     |    |     |     |    |
| DNF    | 12  | 16  | 14 | 12 | DNF | 15  | 17 | 15  | DNF | 20  | 18 | DNF | 16  | 17  | 12  | 15 | 14  | 11 | DNF | 15  |    |
| 2017   |     |     |    |    |     |     |    |     |     |     |    |     |     |     |     |    |     |    |     |     |    |
| DNF    | 15  | DNF | 15 | 11 | DNF | 13  | 11 | 15  | 14  | 16  | 16 | 18* | DNF | 18  | DNF | 15 | DNF | 13 | 17  |     |    |
| 2018   |     |     |    |    |     |     |    |     |     |     |    |     |     |     |     |    |     |    |     |     |    |
| DNF    | 9   | 16  | 11 | 13 | 11  | 15  | 13 | 10  | DNF | 9   | 15 | 10  | 15  | 11  | 13  | 12 | 10  | 9  | DNF | DNF |    |

| Legende  | Legende            | Legende                                                          |
| Farbe    | Abkürzung          | Bedeutung                                                        |
| -------- | ------------------ | ---------------------------------------------------------------- |
| Gold     | –                  | Sieg                                                             |
| Silber   | –                  | 2. Platz                                                         |
| Bronze   | –                  | 3. Platz                                                         |
| Grün     | –                  | Platzierung in den Punkten                                       |
| Blau     | –                  | Klassifiziert außerhalb der Punkteränge                          |
| Violett  | DNF                | Rennen nicht beendet (did not finish)                            |
| Violett  | NC                 | nicht klassifiziert (not classified)                             |
| Rot      | DNQ                | nicht qualifiziert (did not qualify)                             |
| Rot      | DNPQ               | in Vorqualifikation gescheitert (did not pre-qualify)            |
| Schwarz  | DSQ                | disqualifiziert (disqualified)                                   |
| Weiß     | DNS                | nicht am Start (did not start)                                   |
| Weiß     | WD                 | zurückgezogen (withdrawn)                                        |
| Hellblau | PO                 | nur am Training teilgenommen (practiced only)                    |
| Hellblau | TD                 | Freitags-Testfahrer (test driver)                                |
| ohne     | DNP                | nicht am Training teilgenommen (did not practice)                |
| ohne     | INJ                | verletzt oder krank (injured)                                    |
| ohne     | EX                 | ausgeschlossen (excluded)                                        |
| ohne     | DNA                | nicht erschienen (did not arrive)                                |
| ohne     | C                  | Rennen abgesagt (cancelled)                                      |
| ohne     | keine WM-Teilnahme |                                                                  |
| sonstige | P/fett             | Pole-Position                                                    |
| sonstige | 1/2/3/4/5/6/7/8    | Punktplatzierung im Sprint-/Qualifikationsrennen                 |
| sonstige | SR/kursiv          | Schnellste Rennrunde                                             |
| sonstige | *                  | nicht im Ziel, aufgrund der zurückgelegten Distanz aber gewertet |
| sonstige | ()                 | Streichresultate                                                 |
| sonstige | unterstrichen      | Führender in der Gesamtwertung                                   |

### Einzelergebnisse in der IndyCar Series
| Jahr | Team                 | 1   | 2   | 3   | 4   | 5    | 6    | 7    | 8   | 9   | 10   | 11   | 12   | 13  | 14  | 15   | 16   | 17  | Punkte | Rang |
| ---- | -------------------- | --- | --- | --- | --- | ---- | ---- | ---- | --- | --- | ---- | ---- | ---- | --- | --- | ---- | ---- | --- | ------ | ---- |
| 2019 | Arrow SP Motorsports | STP | COA | ALA | LBH | IMS  | INDY | DET  | DET | TXS | ROA  | TOR  | IOW  | MDO | POC | STL  | POR  | LAG | 290    | 17.  |
| 2019 | Arrow SP Motorsports | 20  | 15  | 7   | 20  | 24   | 23   | 13   | 2L  | 7L  | 13   | 20   | 11   | 23  | 12  | 16L  |      | 11  | 290    | 17.  |
| 2020 | Chip Ganassi Racing  | TXS | IMS | ROA | ROA | IOW  | IOW  | INDY | STL | STL | MDO  | MDO  | IMS  | IMS | STP |      |      |     | 291    | 12.  |
| 2020 | Chip Ganassi Racing  | 19  | 6L  | 10L | 4   | 9    | 9    | 3211 | 5   | 23  | 15   | 5°   | 10   | 15  | 7   |      |      |     | 291    | 12.  |
| 2021 | Chip Ganassi Racing  | ALA | STP | TXS | TXS | IMS  | INDY | DET  | DET | ROA | MDO  | NSH  | IMS  | STL | POR | LAG  | LBH  |     | 435    | 6.   |
| 2021 | Chip Ganassi Racing  | 8   | 7   | 19  | 12  | 10   | 119  | 1L   | 9   | 6   | 2L   | 1L   | 9    | 9   | 7L  | 6    | 28   |     | 435    | 6.   |
| 2022 | Chip Ganassi Racing  | STP | TXS | LBH | ALA | IMS  | INDY | DET  | ROA | MDO | TOR  | IOW1 | IOW2 | IMS | NSH | GAT  | POR  | LAG | 506    | 6.   |
| 2022 | Chip Ganassi Racing  | 9   | 3L  | 22  | 12  | 4L   | 15L  | 7    | 2L  | 6   | 5    | 8    | 6    | 11  | 14  | 7L   | 11   | 9   | 506    | 6.   |
| 2023 | Chip Ganassi Racing  | STP | TXS | LBH | ALA | IMS  | INDY | DET  | ROA | MDO | TOR  | IOW1 | IOW2 | NSH | IMS | GAT  | POR  | LAG | 438    | 6.   |
| 2023 | Chip Ganassi Racing  | 1L  | 8   | 3   | 10  | 8L   | 210L | 9L   | 6   | 27  | 11L  | 4    | 9L   | 7L  | 10  | 10   | 7    | 15  | 438    | 6.   |
| 2024 | Andretti Global      | STP | LBH | ALA | IMS | INDY | DET  | ROA  | LAG | MDO | IOW1 | IOW2 | TOR  | GAT | POR | MIL1 | MIL2 | NSH | 297    | 15.  |
| 2024 | Andretti Global      | 23  | 5   | 18  | 16  | 33   | 2    | 9    | 10L | 5   | 9    | 23   | 18L  | 24L | 6   | 27   | 5    | 25  | 297    | 15.  |
| 2025 | Andretti Global      | STP | TTC | LBH | ALA | IMS  | INDY | DET  | GAT | ROA | MDO  | IOW1 | IOW2 | TOR | LAG | POR  | MIL1 | NSH | 200    | 20.  |
| 2025 | Andretti Global      | 6   | 21  | 12  | 20  | 26   | 319  | 13   | 13L | 21  | 12   | 15   | 22   | 5L  | 25  |      |      |     | 200    | 20.  |

Legende